# Гусейнова, Кимия Гасан кызы
Кимия Гасан кызы Гусейнова (азерб. Kimya Həsən qızı Hüseynova; род. 1929) — советский азербайджанский виноградарь, Герой Социалистического Труда (1950).

## Биография
Родилась в 1929 году в столице Азербайджанской ССР городе Баку.
Работала звеньевой виноградарского совхоза «Азербайджан» Ханларского района. В 1949 году получила урожай винограда 160 центнеров с гектара на площади 3,4 гектаров. 
Указом Президиума Верховного Совета СССР от 4 сентября 1950 года за получение высоких урожаев винограда на поливных виноградниках в 1949 году Гусейновой Кимии Гасан присвоено звание Героя Социалистического Труда с вручением ордена Ленина и золотой медали «Серп и Молот».